# Hals
 For alternative betydninger, se Hals (flertydig). (Se også artikler, som begynder med Hals)
Halsen er den øverste del af ryggen – det som forbinder kroppen og hovedet.
Laryngologi er studiet og behandlingen af halsens sygdomme.